# Official髭男dism one - man tour 2021-2022 - Editorial -
「Official髭男dism　one - man tour 2021-2022　- Editorial -」（オフィシャルひげだんディズム・ワンマンツアー・２０２１・２０２２・エディトリアル）は、2021年9月4日から2022年4月17日にかけて行われた、日本のバンド・Official髭男dismのアリーナツアー｡

## 概要
2019年10月から2020年2月にかけて行われたホールツアー『Official髭男dism Tour 19/20 - Hall Travelers -』ぶり、1年半ぶりのライブツアーである。2021年9月から2022年4月の8ヶ月間にわたって20会場51公演が行われた。
セットリストはアルバム『Editorial』に収められた楽曲を中心に構成されている。

## 背景
2019年9月11日、「イエスタデイ」の配信と同時に、2020年3月から同年6月にかけて、11会場28公演のバンド初となるアリーナツアー『Official髭男dism Tour 2020 -Arena Travelers-』を開催することを発表した。しかし、2020年4月、新型コロナウイルス感染拡大の影響により、『Official髭男dism Tour 2020 - Arena Travelers –』全公演の延期を発表。その後1年にわたって有観客でのライブツアーのめどが立たない形となった。
2021年4月18日に行われたファンクラブ限定オンラインライブ「Official髭男dism FC Tour Vol.2 - The Blooming Universe ONLINE -」にて、1年4ヵ月ぶりの有観客ライブと、自信最大公演数となる、バンド初のアリーナツアーの開催が発表された。5月1日より『Official髭男dism Tour 2020 - Arena Travelers -』のチケットをお持ちの方への振替公演受付が、7月13日から新規チケットのFC先行販売が開始された。
2021年9月7日、同月18・19・20日に予定されていた盛運輸アリーナ(青森県営スケート場)公演の中止を発表した。
10月12日、2022年3月19・20・21日のさいたまスーパーアリーナ公演と4月15日の松江市総合体育館公演、計4回分の追加公演を発表した。

## 公演詳細
| 日程   | 日程            | 開場/開演   | 都道府県 | 会場                                     |
| ------ | --------------- | ----------- | -------- | ---------------------------------------- |
| 2021年 | 9月4日(土)      | 16:00/17:00 | 神奈川県 | ぴあアリーナMM                           |
| 2021年 | 9月5日(日)      | 16:00/17:00 | 神奈川県 | ぴあアリーナMM                           |
| 2021年 | 9月18日(土)     | 16:00/17:00 | 青森県   | 盛運輸アリーナ(青森県営スケート場)       |
| 2021年 | 9月19日(日)     | 16:00/17:00 | 青森県   | 盛運輸アリーナ(青森県営スケート場)       |
| 2021年 | 9月20日(月・祝) | 16:00/17:00 | 青森県   | 盛運輸アリーナ(青森県営スケート場)       |
| 2021年 | 10月2日(土)     | 16:00/17:00 | 長野県   | 長野ビッグハット                         |
| 2021年 | 10月3日(日)     | 16:00/17:00 | 長野県   | 長野ビッグハット                         |
| 2021年 | 10月8日(金)     | 17:00/18:00 | 新潟県   | 朱鷺メッセ新潟コンベンションセンター     |
| 2021年 | 10月9日(土)     | 16:00/17:00 | 新潟県   | 朱鷺メッセ新潟コンベンションセンター     |
| 2021年 | 10月10日(日)    | 16:00/17:00 | 新潟県   | 朱鷺メッセ新潟コンベンションセンター     |
| 2021年 | 10月15日(金)    | 17:00/18:00 | 広島県   | 広島グリーンアリーナ                     |
| 2021年 | 10月16日(土)    | 16:00/17:00 | 広島県   | 広島グリーンアリーナ                     |
| 2021年 | 10月17日(日)    | 16:00/17:00 | 広島県   | 広島グリーンアリーナ                     |
| 2021年 | 10月27日(水)    | 16:30/18:00 | 兵庫県   | 神戸ワールド記念ホール                   |
| 2021年 | 10月28日(木)    | 16:30/18:00 | 兵庫県   | 神戸ワールド記念ホール                   |
| 2021年 | 11月2日(火)     | 17:00/18:00 | 神奈川県 | 横浜アリーナ                             |
| 2021年 | 11月3日(水・祝) | 16:00/17:00 | 神奈川県 | 横浜アリーナ                             |
| 2021年 | 11月12日(金)    | 16:00/17:00 | 徳島県   | アスティとくしま                         |
| 2021年 | 11月13日(土)    | 16:00/17:00 | 徳島県   | アスティとくしま                         |
| 2021年 | 11月14日(日)    | 17:00/18:00 | 徳島県   | アスティとくしま                         |
| 2021年 | 11月20日(土)    | 16:00/17:00 | 福井県   | サンドーム福井                           |
| 2021年 | 11月21日(日)    | 16:00/17:00 | 福井県   | サンドーム福井                           |
| 2021年 | 11月30日(火)    | 16:30/18:00 | 大阪府   | 大阪城ホール                             |
| 2021年 | 12月1日(水)     | 16:30/18:00 | 大阪府   | 大阪城ホール                             |
| 2021年 | 12月2日(木)     | 16:30/18:00 | 大阪府   | 大阪城ホール                             |
| 2021年 | 12月17日(金)    | 17:00/18:00 | 宮城県   | 宮城・セキスイハイムスーパーアリーナ     |
| 2021年 | 12月18日(土)    | 16:00/17:00 | 宮城県   | 宮城・セキスイハイムスーパーアリーナ     |
| 2021年 | 12月19日(日)    | 16:00/17:00 | 宮城県   | 宮城・セキスイハイムスーパーアリーナ     |
| 2022年 | 1月4日(火)      | 17:00/18:00 | 福岡県   | マリンメッセ福岡                         |
| 2022年 | 1月5日(水)      | 17:00/18:00 | 福岡県   | マリンメッセ福岡                         |
| 2022年 | 1月6日(木)      | 17:00/18:00 | 福岡県   | マリンメッセ福岡                         |
| 2022年 | 1月15日(土)     | 15:30/17:00 | 愛知県   | Aichi Sky Expo(愛知県国際展示場) ホールA |
| 2022年 | 1月16日(日)     | 15:30/17:00 | 愛知県   | Aichi Sky Expo(愛知県国際展示場) ホールA |
| 2022年 | 1月22日(土)     | 16:00/17:00 | 東京都   | 国立代々木競技場第一体育館               |
| 2022年 | 1月23日(日)     | 16:00/17:00 | 東京都   | 国立代々木競技場第一体育館               |
| 2022年 | 2月15日(火)     | 17:00/18:00 | 東京都   | 東京ガーデンシアター                     |
| 2022年 | 2月16日(水)     | 17:00/18:00 | 東京都   | 東京ガーデンシアター                     |
| 2022年 | 2月26日(土)     | 16:00/17:00 | 沖縄県   | 沖縄コンベンションセンター展示棟         |
| 2022年 | 2月27日(日)     | 16:00/17:00 | 沖縄県   | 沖縄コンベンションセンター展示棟         |
| 2022年 | 3月19日(土)     | 16:00/17:00 | 埼玉県   | さいたまスーパーアリーナ ※追加公演       |
| 2022年 | 3月20日(日)     | 16:00/17:00 | 埼玉県   | さいたまスーパーアリーナ ※追加公演       |
| 2022年 | 3月21日(月・祝) | 16:00/17:00 | 埼玉県   | さいたまスーパーアリーナ ※追加公演       |
| 2022年 | 3月24日(木)     | 16:30/18:00 | 愛知県   | 日本ガイシホール                         |
| 2022年 | 3月25日(金)     | 16:30/18:00 | 愛知県   | 日本ガイシホール                         |
| 2022年 | 3月26日(土)     | 15:30/17:00 | 愛知県   | 日本ガイシホール                         |
| 2022年 | 4月1日(金)      | 16:30/18:00 | 北海道   | 真駒内セキスイハイムアイスアリーナ       |
| 2022年 | 4月2日(土)      | 15:30/17:00 | 北海道   | 真駒内セキスイハイムアイスアリーナ       |
| 2022年 | 4月3日(日)      | 15:30/17:00 | 北海道   | 真駒内セキスイハイムアイスアリーナ       |
| 2022年 | 4月15日(金)     | 17:00/18:00 | 島根県   | 松江市総合体育館 ※追加公演               |
| 2022年 | 4月16日(土)     | 16:00/17:00 | 島根県   | 松江市総合体育館                         |
| 2022年 | 4月17日(日)     | 16:00/17:00 | 島根県   | 松江市総合体育館                         |

## セットリスト
| #   | タイトル                   | 作詞 | 作曲・編曲 |
| --- | -------------------------- | ---- | ---------- |
| 1.  | 「Universe」               |      |            |
| 2.  | 「HELLO」                  |      |            |
| 3.  | 「宿命」                   |      |            |
| 4.  | 「115万キロのフィルム」    |      |            |
| 5.  | 「Shower」                 |      |            |
| 6.  | 「みどりの雨避け」         |      |            |
| 7.  | 「Bedroom Talk」           |      |            |
| 8.  | 「Laughter」               |      |            |
| 9.  | 「フィラメント」           |      |            |
| 10. | 「Anarchy」                |      |            |
| 11. | 「Stand By You」           |      |            |
| 12. | 「ペンディング・マシーン」 |      |            |
| 13. | 「ブラザーズ」             |      |            |
| 14. | 「ノーダウト」             |      |            |
| 15. | 「FIRE GROUND」            |      |            |
| 16. | 「Cry Baby」               |      |            |
| 17. | 「Editorial」              |      |            |
| 18. | 「アポトーシス」           |      |            |
| 19. | 「Lost In My Room」        |      |            |
| 20. | 「Pretender」              |      |            |
| 21. | 「異端なスター」           |      |            |
| 22. | 「I LOVE...」              |      |            |

## 音源化作品
「Official髭男dism one-man tour 2021-2022 -Editorial- @SAITAMA SUPER ARENA」（オフィシャルひげだんディズム・ワンマンツアー・２０２１・２０２２・エディトリアル・アット・サイタマスーパーアリーナ）は、2022年10月5日にリリースされた、日本のバンド・Official髭男dismの2枚目のライブ・アルバムである。2022年3月21日のさいたまスーパーアリーナ公演でのライブの一部を音源化した作品となっている。
| #         | タイトル                        | 作詞  | 作曲・編曲 |
| --------- | ------------------------------- | ----- | ---------- |
| 1.        | 「Universe （Live）」           |       |            |
| 2.        | 「HELLO （Live）」              |       |            |
| 3.        | 「宿命（Live）」                |       |            |
| 4.        | 「115万キロのフィルム（Live）」 |       |            |
| 5.        | 「Shower （Live）」             |       |            |
| 6.        | 「みどりの雨避け（Live）」      |       |            |
| 7.        | 「Bedroom Talk （Live）」       |       |            |
| 8.        | 「Laughter （Live）」           |       |            |
| 9.        | 「フィラメント（Live）」        |       |            |
| 10.       | 「Anarchy （Live）」            |       |            |
| 11.       | 「Stand By You （Live）」       |       |            |
| 合計時間: | 合計時間:                       | 55:15 |            |

| #         | タイトル                           | 作詞  | 作曲・編曲 |
| --------- | ---------------------------------- | ----- | ---------- |
| 1.        | 「ペンディング・マシーン（Live）」 |       |            |
| 2.        | 「ブラザーズ（Live）」             |       |            |
| 3.        | 「ノーダウト（Live）」             |       |            |
| 4.        | 「FIRE GROUND （Live）」           |       |            |
| 5.        | 「Cry Baby （Live）」              |       |            |
| 6.        | 「Editorial （Live）」             |       |            |
| 7.        | 「アポトーシス（Live）」           |       |            |
| 8.        | 「Lost In My Room （Live）」       |       |            |
| 9.        | 「Pretender （Live）」             |       |            |
| 10.       | 「異端なスター（Live）」           |       |            |
| 11.       | 「I LOVE... （Live）」             |       |            |
| 合計時間: | 合計時間:                          | 57:00 |            |

## 映像化作品
「Official髭男dism one-man tour 2021-2022 -Editorial- @SAITAMA SUPER ARENA」（オフィシャルひげだんディズム・ワンマンツアー・２０２１・２０２２・エディトリアル・アット・サイタマスーパーアリーナ）は、2022年10月5日にリリースされた、日本のバンド・Official髭男dismの2枚目のライブDVDである。2022年3月21日のさいたまスーパーアリーナ公演でのライブを映像化した作品となっている。
| #   | タイトル                   | 作詞 | 作曲・編曲 |
| --- | -------------------------- | ---- | ---------- |
| 1.  | 「Universe」               |      |            |
| 2.  | 「HELLO」                  |      |            |
| 3.  | 「宿命」                   |      |            |
| 4.  | 「115万キロのフィルム」    |      |            |
| 5.  | 「Shower」                 |      |            |
| 6.  | 「みどりの雨避け」         |      |            |
| 7.  | 「Bedroom Talk」           |      |            |
| 8.  | 「Laughter」               |      |            |
| 9.  | 「フィラメント」           |      |            |
| 10. | 「Anarchy」                |      |            |
| 11. | 「Stand By You」           |      |            |
| 12. | 「ペンディング・マシーン」 |      |            |
| 13. | 「ブラザーズ」             |      |            |
| 14. | 「ノーダウト」             |      |            |
| 15. | 「FIRE GROUND」            |      |            |
| 16. | 「Cry Baby」               |      |            |
| 17. | 「Editorial」              |      |            |
| 18. | 「アポトーシス」           |      |            |
| 19. | 「Lost In My Room」        |      |            |
| 20. | 「Pretender」              |      |            |
| 21. | 「異端なスター」           |      |            |
| 22. | 「I LOVE...」              |      |            |